# 테사
테사(Tessar)는 독일의 물리학자 파울 루돌프가 자이스에 재직할 때인 1902년에 구상한 사진 렌즈 디자인이다. 이름인 테사는 그리스어의 Tessares (τέσσαρες = 4)의 약자에서 가져왔다. 

## 특징
테사 렌즈는 조리개에 의해 두 그룹으로 나뉜 4개의 렌즈 요소로 구성되며, 그룹중 하나는 공기에 의해 분리된 두 개의 요소로 구성되고, 다른 하나는 접착된 두 요소로 구성된다. 이렇게 공기에 의해 분리된 표면의 굴절력은 음수를 가지며, 접합된 렌즈의 굴절력은 양수를 가진다.
테사 렌즈는 파울 루돌프가 먼저 만든 Protar 와 Unar의 조합으로 이뤄져 있다. 또한 자이스가 최초로 만든 카메라 렌즈인 Anastigmat 렌즈에서부터 발전되었다. 1899년, 파울 루돌프는 Anastigmat 렌즈의 접합면 효과를 적절한 렌즈 요소 간격을 통해 얻을 수 있다는 것을 발견했으며, 이를 가지고 네 개의 단일 렌즈 요소로 구성된 Unar가 나오게 되었다. Protar와 Unar 렌즈 시스템을 분석한후에 이 둘을 혼합하면 최상의 성능을 보일거라 결론지었다. 그 결과 Unar의 전면과 Proatr의 후면으로 구성된 Tessar가 만들어졌으며, 처음엔 f/6.3의 속도를 이뤘다. 당시 유리 소재 기술의 부족에도 비교해서 상당히 효과적이었다. 그럼에도 반사방지 코팅이 발명되지 않았기에 새로운 계산을 필요로 했고, 새로운 계산 결과 f/4.5 와 f/3.5로 속도가 증가되었다.

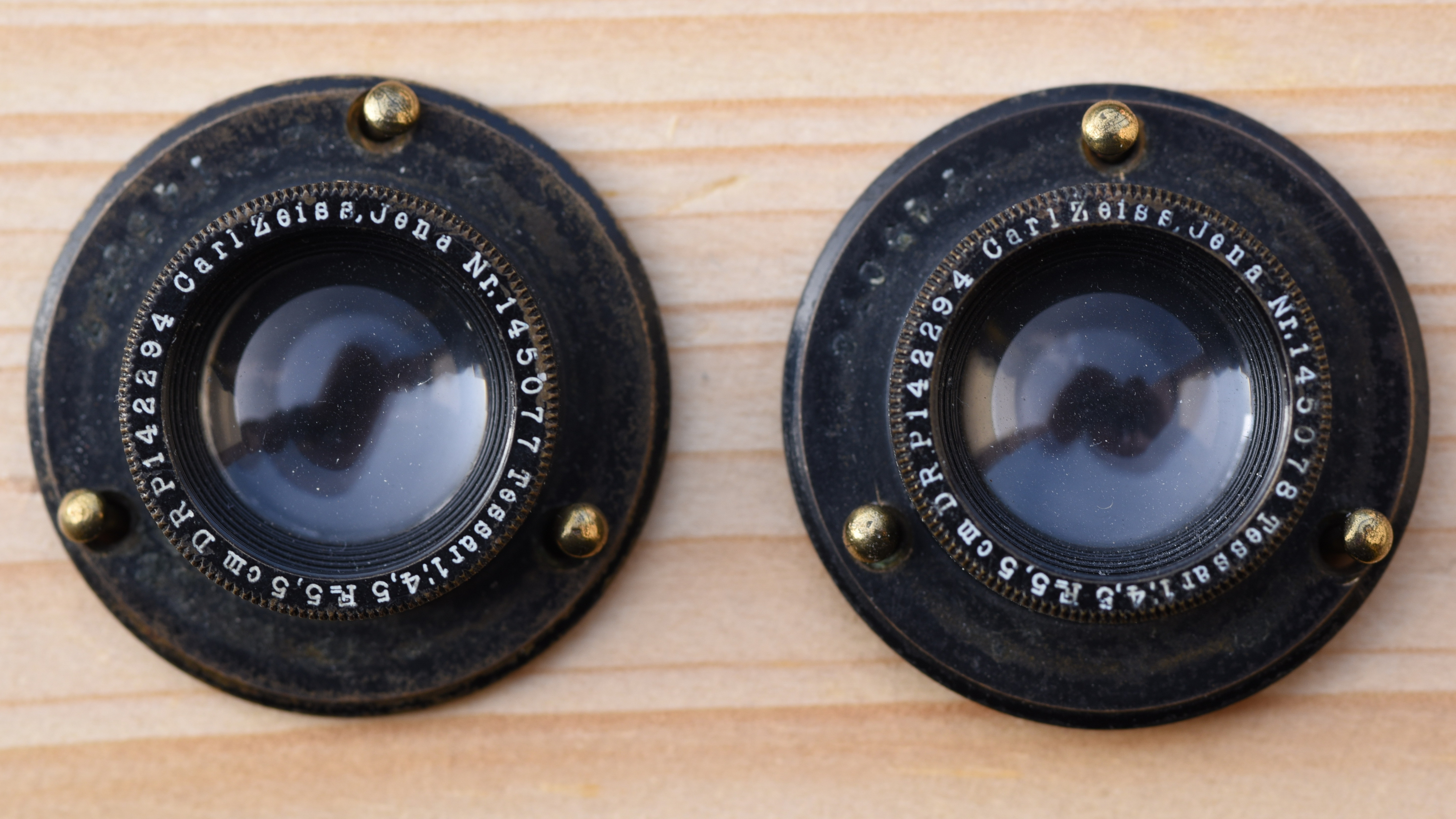
Carl Zeiss, Jena, No. 145077 및 No. 145078, Tessar 1:4.5 F=5.5cm DRP 142294(1910년 이전 제작)

1920년 특허 보호가 끝나자 여러 카메라 렌즈 회사에서 사용하였으며, 1970년대까지 많은 카메라의 표준 렌즈로 사용되었으며, 그동안 유리 기술의 발전으로 성능이 향상되었었다.
1906년 칼 자이스 예나의 첫 번째 등록 회사 로고는 테사 렌즈의 후면 요소의 렌즈 패턴에서 파생되었다. 

## 같이 보기
- 조나
- 플라나

## 참고문헌
1. 1 2 3 4 5  Nasse, H. Hubert (2011년 3월). “From the Series of Articles on Lens Names: Tessar” (PDF). 《Zeiss Camera Lens Division》. 2025년 6월 27일에 확인함.
2. ↑  “Lens in a square The ZEISS logo”. 《About Zeiss》. 2025년 6월 27일에 확인함.